# Lost Springs, Kansas
Lost Springs är en ort i Marion County i Kansas. Vid 2020 års folkräkning hade Lost Springs 55 invånare.